# 666 (število)
666 (šéststo šéstinšéstdeset) je naravno število, za katero velja 666 = 665 + 1 = 667 − 1
- 666 je trikotniško število.
- Ne obstaja noben takšen cel x, da bi veljala enačba φ(x) = 666.
- 666 je palindromno število.
- 666 je Smithovo število.
- 666 je vsota kvadratov prvih sedmih praštevil: 666 = 2^2 + 3^2 + 5^2 + 7^2 + 11^2 + 13^2 + 17^2

## Druga področja
- UNIX: -rw-rw-rw-
- po Svetem pismu je 666 »število zveri«[1]. Glej tudi 6.6.6.